# Текірдаг-Чорлу (аеропорт)
Аеропорт Текірдаг-Чорлу (IATA: TEQ, ICAO: LTBU) (тур. Tekirdağ Çorlu Havalimanı) — аеропорт спільного базування у Чорлу, провінція Текірдаг, Туреччина. 
Відкритий для цивільного повітряного сполучення в 1998 році, 

аеропорт розташований за 10,5 км на схід від Чорлу. 

Має термінал з пропускною здатністю 600 000 пасажирів на рік і асфальтовану злітно-посадкову смугу, обладнану системою посадки за приладами (ILS). 
Перон цивільного транспорту має розміри 564 × 150 м і може вмістити одинадцять комерційних літаків. 

Перед терміналом є стоянка на 300 автомобілів

## Авіалінії та напрямки, вересень 2023
| Авіакомпанія     | Пункт призначення |
| ---------------- | ----------------- |
| AnadoluJet       | Анкара            |
| Pegasus Airlines | Анкара            |

## Статистика
Див. джерело запитів Вікіданих та джерела.